# Київський козацький полк ім. Т. Шевченка
Київський козацький полк ім. Т. Шевченка (в деяких ЗМІ — козацький батальйон ім. Т.Шевченка) — добровольче військове формування, створене з членів козацької військово-патріотичної організації «Київський козацький полк ім. Т. Шевченка БУК». Формування з початку липня 2014 року бере участь у бойових діях в Донецькій області на сході України та діє узгоджено з Державною Прикордонною Службою України.
До складу формування входить добровольча козацька рота спецпризначення ім. Т. Шевченка БУК.
Місце дислокації: червень-серпень 2014 р. — пункт пропуску Новоазовськ, 2014—2015 рр. — Маріуполь, 2016—2019 рр. — н.п. під Докучаєвськом.

## Історія
В грудні 2013 р. з членів київської козацької організації «Святошинський козацький полк Українське Реєстрове Козацтво» був створений підрозділ, що входив, як самостійний підрозділ, (під час Революції Гідності грудень 2013 — лютий 2014 рр.), підпорядкований своєму командуванню, у склад самооборони Майдану в м. Києві.
Бійці підрозділу обороняли Майдан в період всіх штурмів. 18, 19, 20 лютого 2014 року входили до залишків оборонців, що відстояли Майдан. В квітні 2014 року було проголошено про перейменування  «Святошинський козацький полк» в «Київський козацький полк ім. Т.Шевченка», та про початок формування з членів організації козацького добровольчого, військового підрозділу «Київський козацький полк ім. Т.Шевченка» (козацька рота спецпризначення ім. Т.Шевченка), з метою захисту незалежності України в зоні проведення АТО, під козацьким прапором.
В травні 2014 р. була відкрита військова тренувальна-підготовча база підрозділу в с. Данилівка на Київщині та мобілізаційний пункт на Майдані Незалежності.
Також в травні 2014 року командир  підрозділу Мойсеєнко А. О. звернувся з листом до голови ДПСУ Литвина, в якому було запропоновано залучити сформований, патріотично налаштований, технічно оснащений добровольчий козацький підрозділ до охорони Державного кордону на сході України.
Після узгодження з адміністрацією ДПСУ та керівництвом Донецького прикордонного загону, підрозділ, закінчивши підготовку та технічне забезпечення, на початку липня 2014 року прибув на місце дислокації в Донецьку область на пункт пропуску «Новоазовськ» українсько-російського кордону сектор «Н». Під час охорони державного кордону та бойових дій підрозділ знаходився в оперативній взаємодії з Донецьким прикордонним загоном Східного регіонального управління ДПСУ.
В підрозділ входило  50 осіб діючого складу, резерв — на базі під Києвом в с. Данилівка, та служба технічного забезпечення. Переважна більшість бійців підрозділу — кияни, що пройшли Майдан, майданівці, патріоти з різних міст та областей України, серед них дівчата.
В кінці липня під час перебування підрозділу на пункті пропуску «Новоазовськ» навколо підрозділу об'єднались патріоти кияни, волонтери, козаки, громади Київщини — до назви підрозділу додане БУК (бойове українське козацтво, або бойові українські козаки). Підрозділ брав участь у бойових діях у статусі добровольчого козацького військового формування, бійці якого не перебували на військовій службі, не були мобілізовані та не були контрактниками чи співробітниками МВС.
В добровольчому форматі підрозділ воює по теперішній час (2019 р.)
Внутрішні статутні військово-козацькі положення командуванням підрозділу та організації на загал не виносяться.
З жовтня 2014 року організація відійшла від стандартного прийому в свої лави та є організацією закритого типу, в яку потрапити зовні неможливо. Діяльність підрозділу та організації не є публічною, як наслідок на загал виноситься лише частина військової та громадської діяльності.
Київський козацький полк ім. Т.Шевченка (козацька рота спецпризначення ім. Т.Шевченка БУК) є засновником радикальної військової течії в історії сучасного українського козацтва, що відстоює ідею сучасного козацтва, як військової сили, та як вільного сучасного, військово-патріотичного об'єднання громадян, здатних до захисту незалежності України, самозахисту та до відстоювання своїх громадянських прав та свободи.
У заснуванні, формуванні та військовій діяльності підрозділу не брали участі жодна політична сила та жодна всеукраїнська, обласна, міська козацька організація. Зрадницька позиція, боягузтво, острах взяти відповідальність на себе, багаторічне нівелювання ідей справжнього козацтва та політика рядженого, шароварного, декоративного козацтва, керівників переважної більшості козацьких організацій в Україні, привела до того, що на період вторгнення російських військ на Україну, не було створено жодного добровольчого козацького підрозділу крім Київського козацького полку ім. Т.Шевченка (козацька рота спецпризначення ім. Т.Шевченка БУК).
В квітні 2015 р. за внутрішнім планом після виконання поставлених завдань, підрозділ виїхав з зони АТО на ротаційну відпустку.
За рішенням оперативного штабу Київського козацького полку ім. Т.Шевченка діючий склад підрозділу не увійшов до складу ДПСУ та жодного силового відомства.
В червні 2015 р. командування підрозділу, використовуючи бойовий досвід ініціювало реформу цілої галузі прикордонної розвідки, яка була підтримана керівництвом відомства. З резерву підрозділу виключно з членів організації Київський козацький полк ім. Т.Шевченка у листопаді 2015 р. почав формуватися козацький спецпідрозділ у складі ДПСУ, який виконує завдання в зоні проведення АТО в Донецькій обл.
Добровольча козацька рота спецпризначення ім. Т.Шевченка з кінця 2015 по 2019 рр. виконує бойові завдання в зоні проведення АТО в Донецькій обл. на ділянці відповідальності Донецького прикордонного загону.

## Командування
- 2014–2019 рр. командир — Мойсеєнко Андрій Олександрович («отаман»)
- 2014–2019 рр. заст. командира — Сусський Євген Анатольович («джексон»)
- до вересня 2014 р. нач. штабу — Дажук Дмитро Олександрович («шрам»)
- з вересня 2014 р. — нач. штабу — Мойсеєнко Володимир Олександрович («вольф»)
- 2014–2019 рр. духівник підрозділу — о. Роман Музика УПЦ Київського патріархату.

## Бойовий шлях
З початку липня 2014 р. підрозділ виконує завдання з охорони державного кордону в зоні проведення АТО на ділянці відповідальності Донецького прикордонного загону східного регіонального управління ДПСУ — відділ прикордонної служби  «Новоазовськ», з місцем дислокації підрозділу в пункті пропуску «Новоазовськ» на українсько-російському кордоні. Несення служби — сектор «Н» Тельманівський та Новоазовський район Донецької області — прикордонна зона українсько-російського кордону.
Суміжні підрозділи — ВПС Новоазовськ, 9 вінницький бат. тер. оборони, мобілізовані прикордонники, бат. «Дніпро 1», підрозділи Нацгвардії України.
Підрозділ брав участь у всіх заходах з охорони та оборони державного кордону на ділянці відповідальності ВПС «Новоазовськ». Входив до сил швидкого реагування на зміни оперативної обстановки. Виконував завдання з прикордонної розвідки, відповідав за три стаціонарні пости на пункті пропуску «Новоазовськ».  Виконував завдання з охорони державного кордону в спільних з прикордонниками нарядах та в автономних секретах.

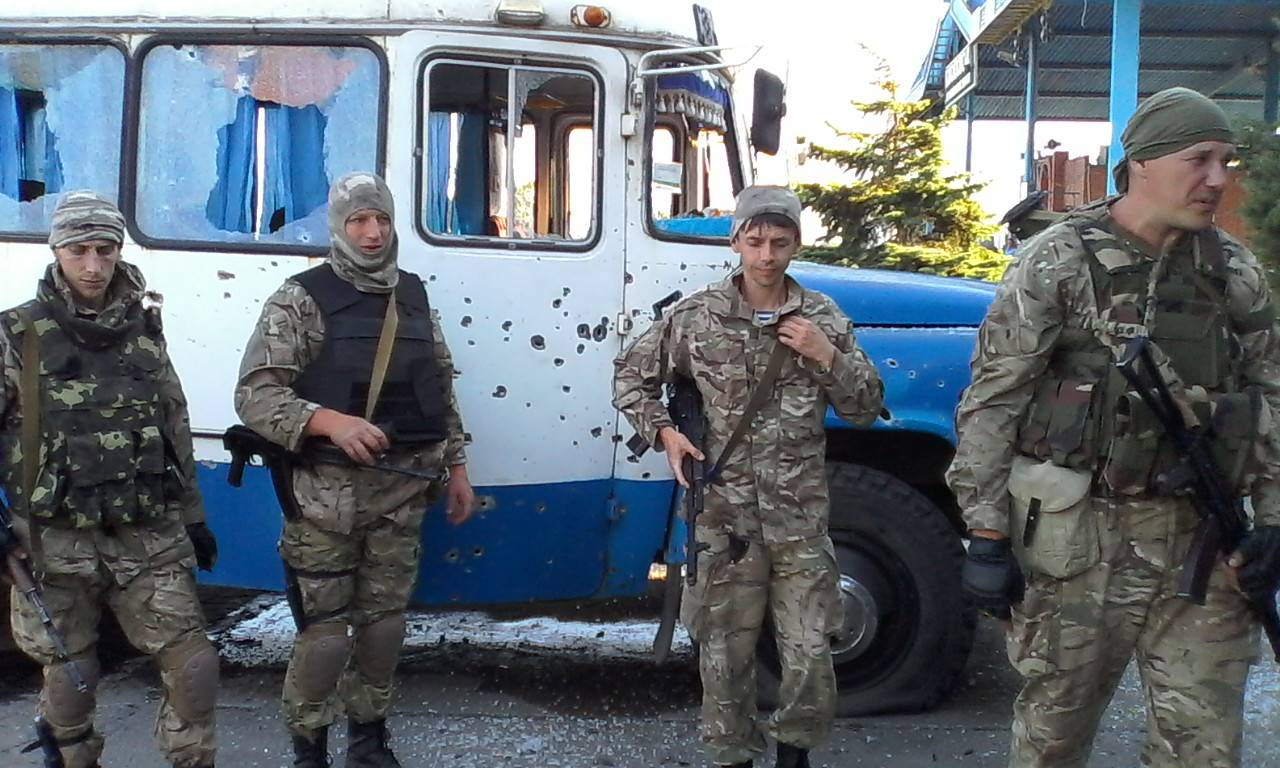
Бійці козацької роти спецпризначення ім. Т.Шевченка під час мінометних, гаубичних обстрілів та обстрілів з реактивних систем залпового вогню «Град» з боку Російської Федерації пункту пропуску «Новоазовськ».

Під час мінометних, гаубичних обстрілів та обстрілів з реактивних систем залпового вогню «Град» з боку Російської Федерації пункту пропуску «Новоазовськ» та прилеглих територій в період липня — серпня 2014 р., на рахунку підрозділу боєзіткнення  з ДРГ Російської Федерації, затримані диверсанти порушники кордону, виявлені корегувальники вогню та пересувні вогневі групи противника, підняті тривоги нарядами підрозділу під час масованих мінометних обстрілів, збудовані фортифікаційні споруди, надання медичної допомоги пораненим, десятки врятованих цивільних під час обстрілів та боїв.
Під час вторгнення регулярних військ Російської Федерації на територію України козацька рота спецпризначення ім. Т.Шевченка БУК разом з прикордонниками прийняла на себе перший удар. Під час масованих артилерійських мінометних обстрілів та обстрілів з реактивних систем залпового вогню БМ24 Град підрозділ обороняв пункт пропуску «Новоазовськ» та ділянку українсько-російського кордону в Новоазовському районі.
В кінці серпня пункт пропуску «Новоазовськ» останній підконтрольний Україні пункт пропуску на українсько-російському кордоні в Донецькій області. Внаслідок масованих артилерійських обстрілів 21, 22, 23 серпня, руйнування інфраструктури та неможливість пропуску через прикордонний пункт громадян під час постійних обстрілів — пункт пропуску «Новоазовськ» офіційно був зачинений. Після закриття пункту пропуску козацька рота спецпризначення ім. Т.Шевченка БУК останньою з військових підрозділів виходила з пункту пропуску «Новоазовськ» та зайняла оборону неподалік с с. Маркіно, Рози Люксембург.

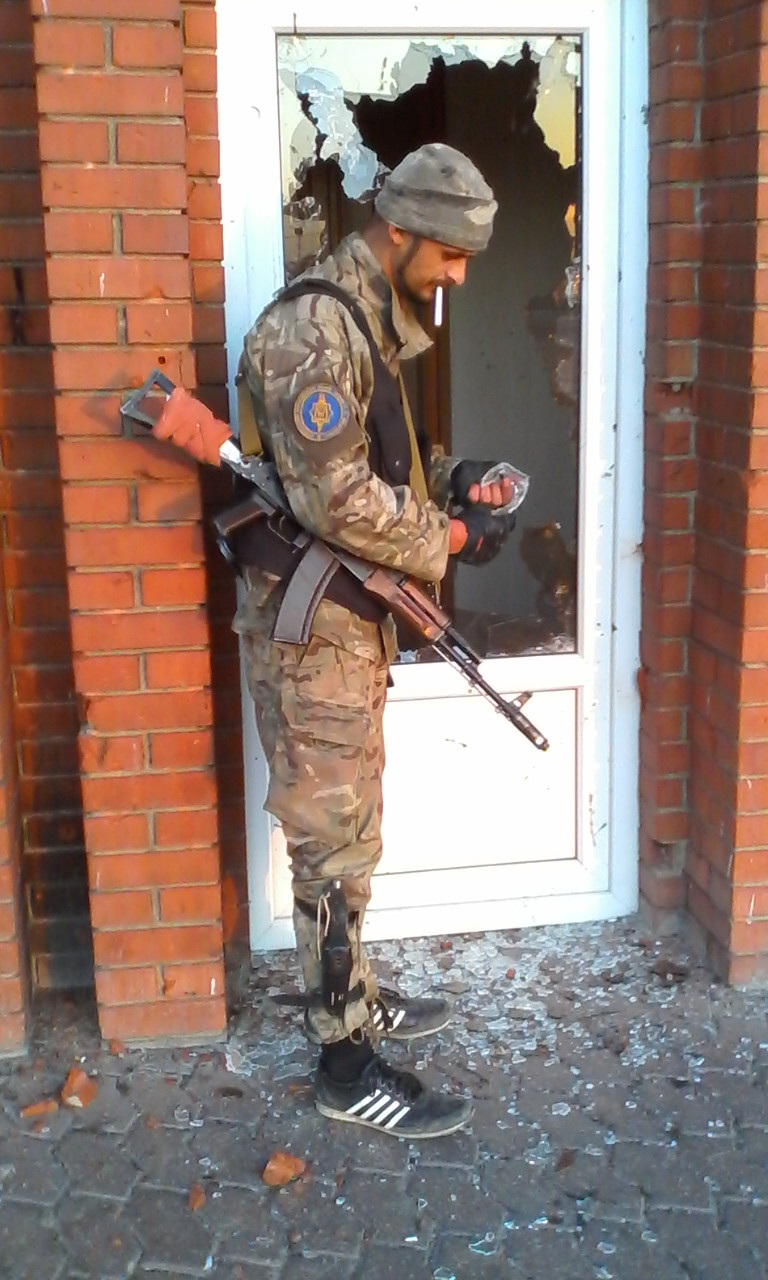

Того дня, 23 серпня, при передислокації особового складу військових підрозділів пункту пропуску «Новоазовськ», група прикриття у складі 4 осіб (командир підрозділу Мойсеєнко А. О., та бійці підрозділу Дирів О.І., Осипенко Ю. С., Кохановський С. В.) зайняла оборону біля пункту пропуску «Новоазовськ» (старий залишений пост ДАІ) на дорозі в напрямку пункту пропуску «Новоазовськ» з метою прикриття передислокації особового складу та унеможливлення проїзду цивільного транспорту на пункту пропуску, що постійно обстрілювався противником.
Під час виконання завдання по групі був відкритий мінометний вогонь та вогонь зі стрілецької зброї з лісосмуги, по якій проходила лінія українсько-російського кордону. Не дивлячись на те, що противник переважав у живій силі та озброєнні, група вступила в бій. Змінивши позицію, групі вдалося наблизитись до противника з флангу та прицільним вогнем знищити мінометний розрахунок та групу вогневої підтримки. Завдяки діям групи прикриття, прохід ворожої групи на територію України був зупинений. Отримавши поранення, контузії всі четверо ще десять годин знаходились на занятій позиції, виконуючи завдання з охорони державного кордону. Десятигодинна оборона біля п.п."Новоазовськ" групою прикриття, на два дні затримала вхід техніки РФ до Новоазовська і дала змогу відійти українським військовим формуванням до Маріуполя. Всі четверо поранених були доставлені до ЦРЛ м. Новоазовськ, згодом — сан часть Донецького прик. загону м. Маріуполь. Згодом ком. підрозділу Мойсеєнко А. О., та Осипенко Ю. С., Дирів О. І., Кохановський С. В. в центральному клінічному госпіталі ДПСУ м. Києва.
Після лікування командира, та додаткового переоснащення, підрозділ виконував завдання на лінії зіткнення та завдання з охорони державного кордону в секторі «М» на ділянці відповідальності ВПС «Маріуполь» Донецького прик. загону з місцем дислокації підрозділу в м. Маріуполь.
Підрозділ виконував оперативні завдання під час масованого обстрілу м. Маріуполь 24 січня 2015 р..
Підрозділ розвідки козацької роти спецпризначення ім. Т.Шевченка БУК виконував  завдання в населених пунктах Талаківка, Гнутове, Виноградне, Комінтернове, Водяне, Бердянське, Сопине, Широкине, Новотроїцьке, Мар'їнка, Авдіївка.
Виконував завдання в нарядах на блокпостах та в нейтральній зоні за лінією розмежування.
Суміжні підрозділи ВПС «Маріуполь», мобільна прикордонна застава «Маріуполь», відділення БТР, «Азов», «Донбас», ПС «Аратта», чеченський бат. ім. Шейха Мансура, ДУК ПС, підрозділи Донецького прикордонного загону та Збройних Сил України.
За мужність та героїзм при виконанні бойових завдань під час обстрілу м. Маріуполя, в с. Комінтерново під н.п. Саханка та в с. Широкино шість бійців підрозділу представлені до державних нагород.
Добровольча козацька рота спецпризначення ім. Т.Шевченка з кінця 2015 по 2019 р. виконує бойові завдання в зоні проведення АТО в Донецькій обл. на ділянці відповідальності Донецького прикордонного загону.

Бійці козацької роти спецпризначення ім. Т.Шевченка БУК
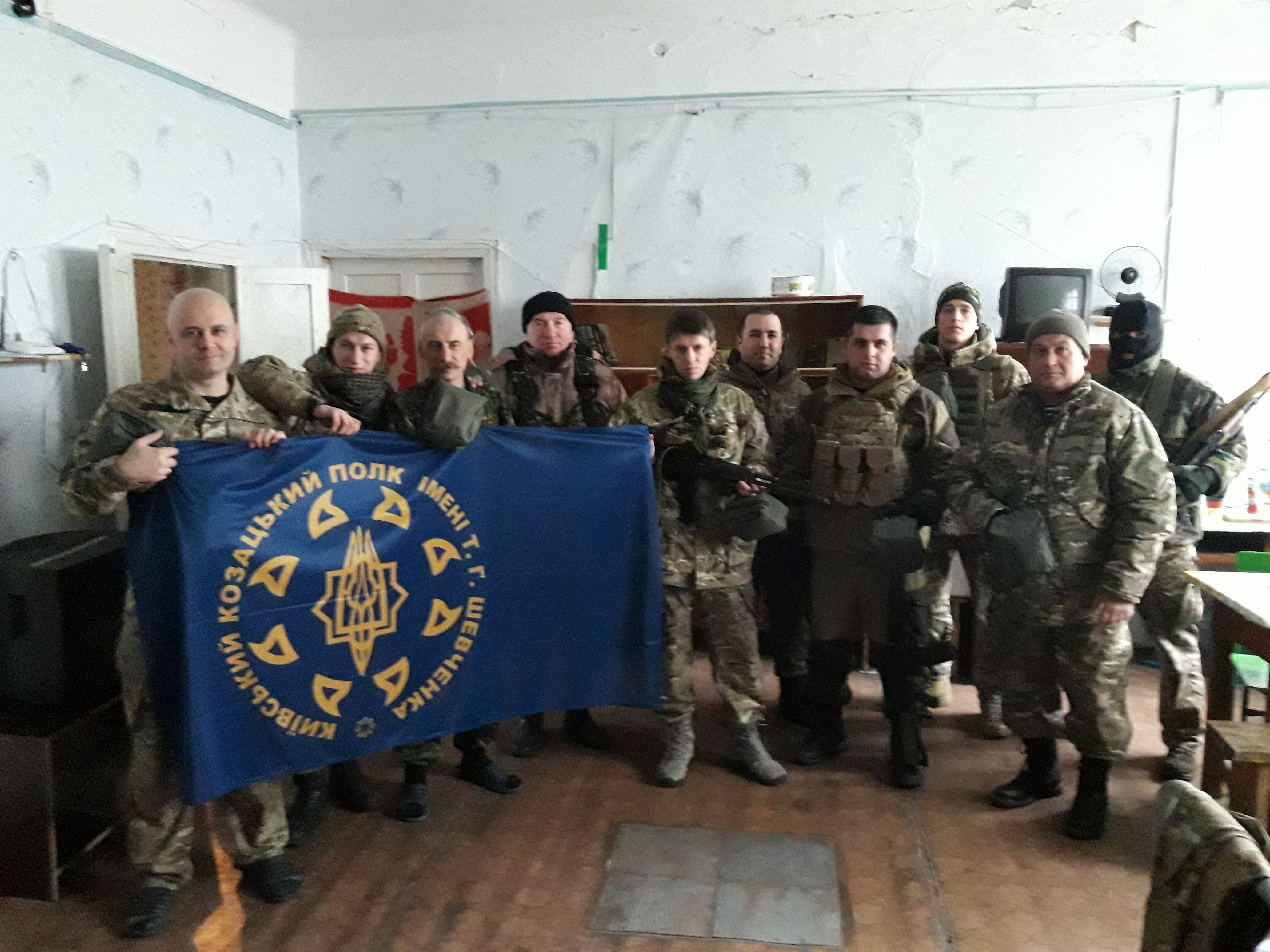

## Нагороди
Добровольці підрозділу були представлені до державних бойових нагород..
Згідно Указу Президента України (26.02.2015) за  мужність і героїзм, виявлені у захисті державного суверенітету та територіальної цілісності України, вірність військовій присязі:
- Командир Мойсеєнко Андрій Олександрович нагороджений орденом «За мужність» III ступеня (26.2.2015)
- Дирів Орест Ігорович нагороджений орденом «За мужність» III ступеня (26.2.2015)
- Кохановський Станіслав Володимирович нагороджений орденом «За мужність» III ступеня (26.2.2015)
- Осипе́нко Ю́рій Степа́нович нагороджений орденом «За мужність» III ступеня (26.2.2015)
- Під час відкриття меморіального пам'ятника загиблим прикордонникам[32][33],  Командир козацької роти Мойсеєнко Андрій: "Нагороди - це лише тільки увага... Більшість героїв, не отримав свої ордени, лежать в землі"...

за мужність і героїзм, проявлені в захисті державного кордону в зоні АТО, 28 травня 2015 р. командир підрозділу Мойсеєнко Андрій Олександрович та бійці Дирів Орест Ігорович, Кохановський Станіслав Володимирович, Осипе́нко Ю́рій Степа́нович були нагороджені відзнаками ДПСУ «Захисник кордонів».
- 24.08.2015 р. з нагоди Дня Незалежності України в місті Калуші боєць підрозділу Савельєв Орест Ігорович отримав медаль «За гідність та патріотизм»[36]
- 20.09.2015 р командир підрозділу Мойсеєнко Андрій Олександрович, заст. командира Сусський Євген Анатольович, нач. штабу Мойсеєнко Володимир Олександрович та ще п'ятнадцять бійців підрозділу, які проявили мужність в охороні кордону в зоні АТО, були нагороджені відзнаками ДПСУ «За мужність в охороні державного кордону» та медалями «Учасник бойових дій»[37].
- 26 травня 2017 року в Адміністрації Державної прикордонної служби України за відмінне виконання бойових завдань в зоні АТО відбулося нагородження п'ятьох бійців Київський козацький полк ім. Тараса Шевченка БУК відзнаками Голови Державної прикордонної служби України[38].
- 10 жовтня 2017 року, напередодні Дня захисника України, Дня українського козацтва та свята Покрови Пресвятої Богородиці, в храмі на честь Казанської ікони Божої Матері за дорученням Патріарха Київського і всієї Русі-України Філарета духовний наставник підрозділу, протоієрей Роман Музика вручив бійцям підрозділу відзнаки Української православної церкви Київського патріархату — медалі «За жертовність і любов до України»[39].
- 16 березня 2018 року за мужність і героїзм, виявлені у захисті державного суверенітету та територіальної цілісності України за дорученням ГоловиВерховної Ради України Голова Комітету Верховної Ради України у справах ветеранів, УБД, учасників АТО та людей з інвалідністю нагородив бійців добровольчої козацької роти ім. Т.Шевченка Київського козацького полку ім. Т. Шевченка відзнаками Верховної Ради України за заслуги перед українським народом, командира підрозділу Мойсеєнка Андрія Олександровича за особливі заслуги перед українським народом найвищою нагородою Верховної Ради України — Почесною грамотою Верховної Ради України (13.03.2018 № 155-к)[40][41]
- 10 січня 2021 року архієпископ Вишгородський Агапіт нагородив бійців добровольчої козацької роти ім. Т.Шевченка Київського козацького полку ім. Т. Шевченка медаллю Православної Церкви України «За жертовність та любов до України». Мойсеєнко Андрій, командир Добровольчої козацької роти спецпризначення імені Тараса Шевченка Київського козацького полку був нагороджений орденом Архістратига Михаїла ІІ ступеня[42].

## Діяльність
Бійці полку взаємодіють із українськими бібліотеками.

## Хрест добровольця Київського козацького полку ім. Т. Шевченка
В 2017 року була заснована бойова відзнака підрозділу — Хрест добровольця Київського козацького полку ім. Т. Шевченка.
28.12.2020 року командир підрозділу — Андрій Мойсеєнко передав одну відзнаку на зберігання в експозицію музею Шевченківського національного заповідника.

## Вшанування

### Виставка «За Україну, за її волю…»

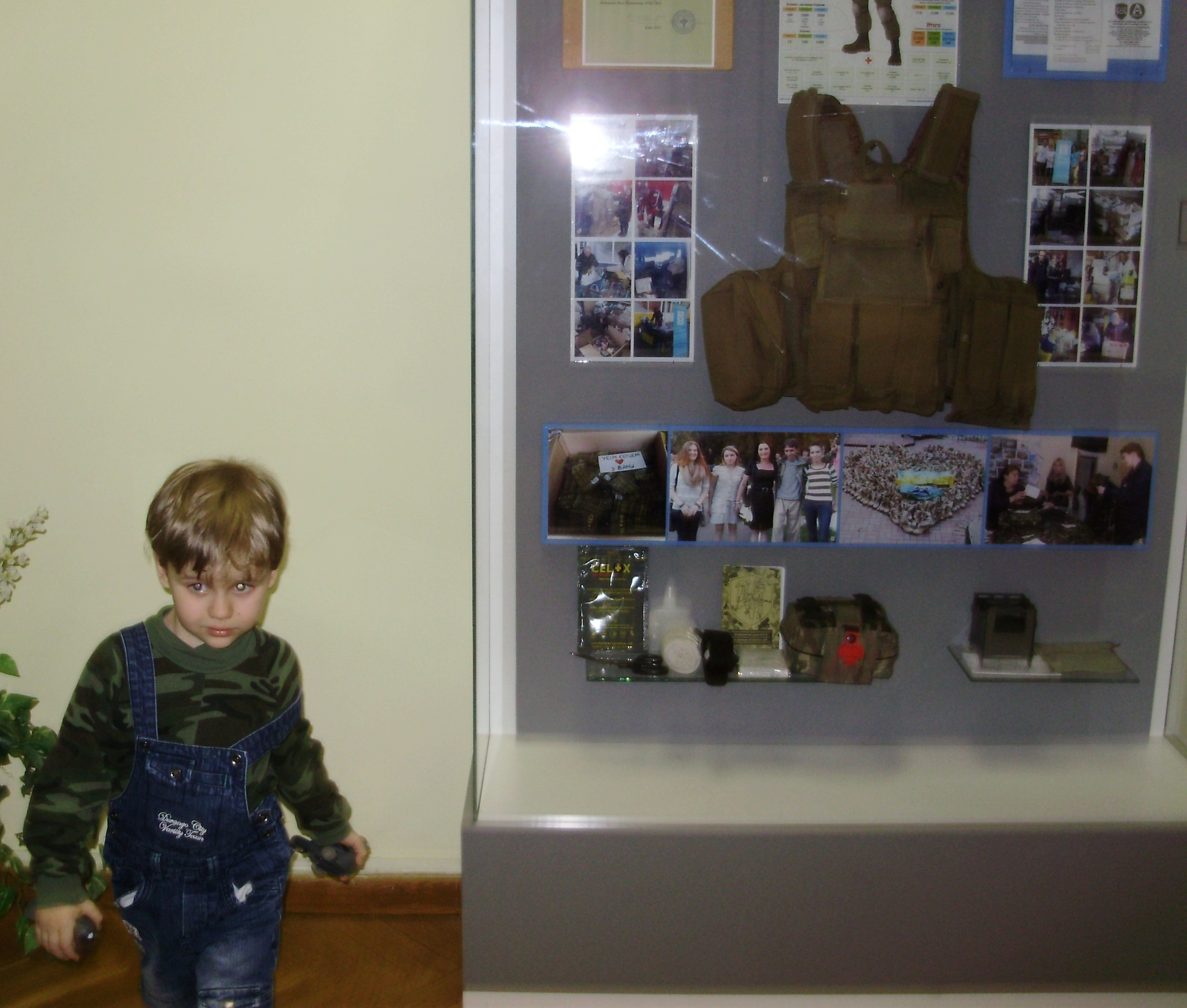
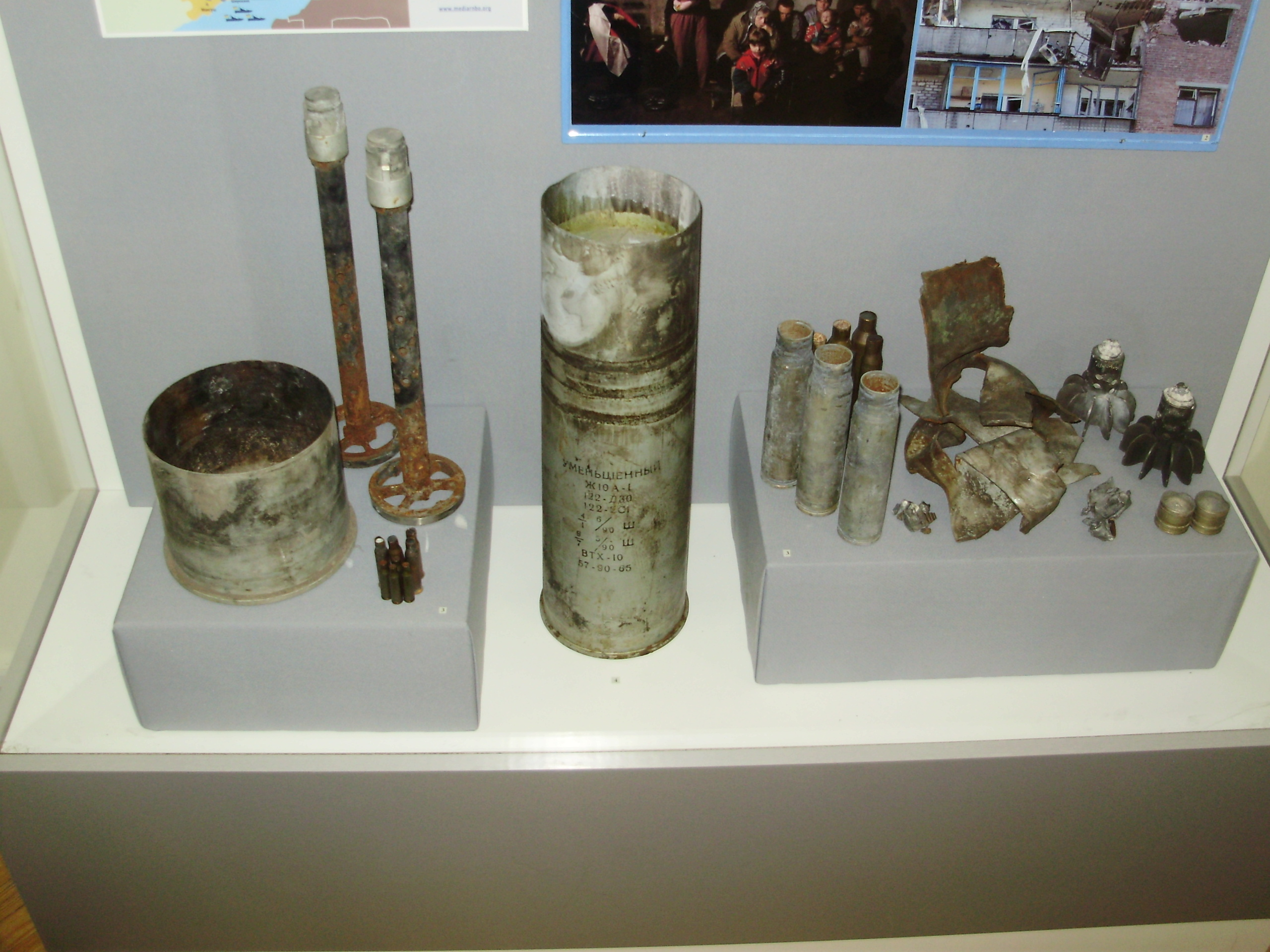
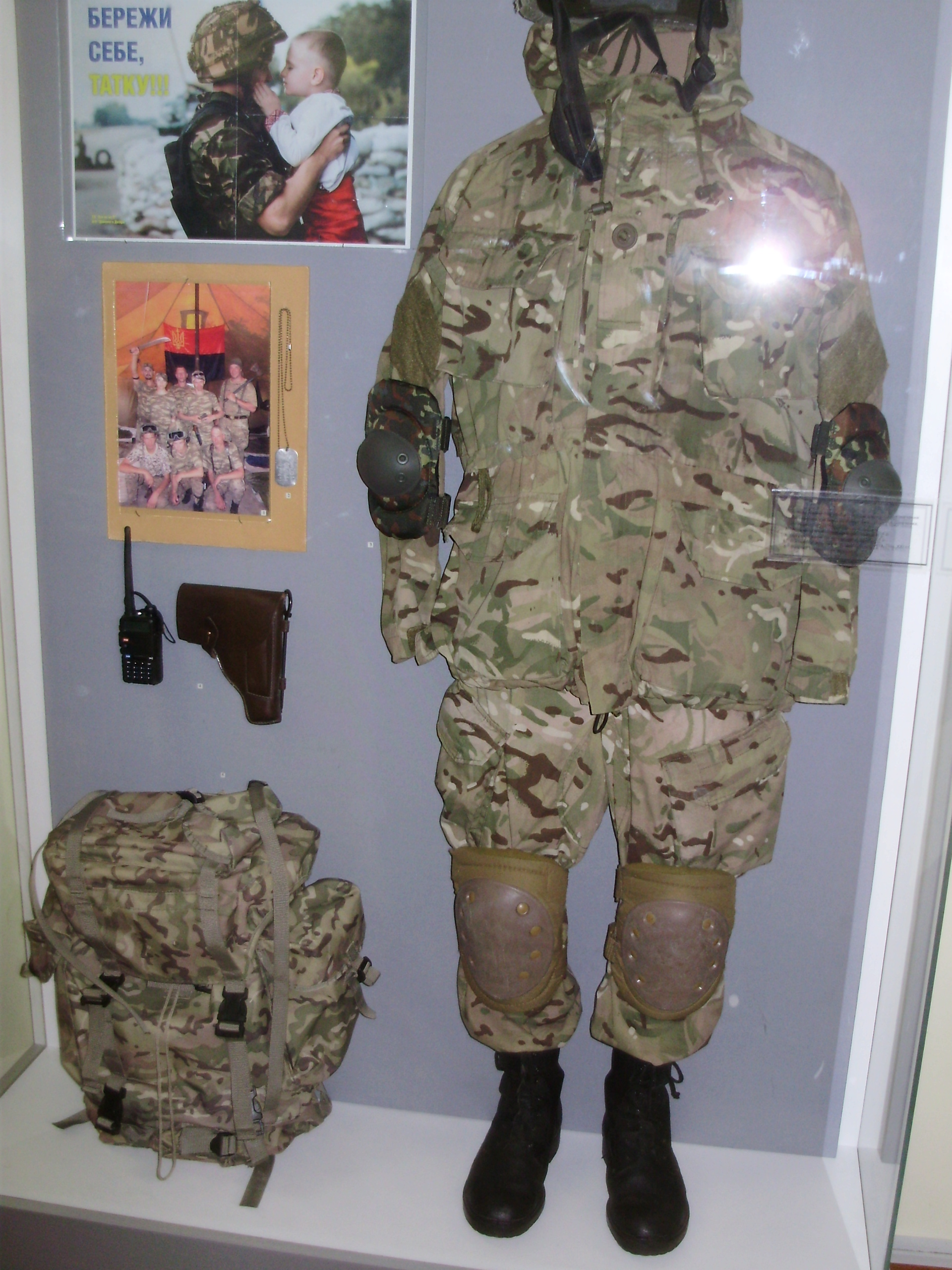

18 грудня  2014 року. у Національному музеї історії України  в м. Києві відбулося відкриття виставки «За Україну, за її волю…», яка присвячена участі в АТО добровольчої козацької роти Київського козацького полку ім. Т.Шевченка.
В експозиції виставки представлені матеріали Київського козацького полку імені Т.Шевченка. Серед них: присяга на вірність українському народові, військова форма та армійський жетон, тренувальна зброя, плащ-намет, маскувальний жилет та шолом — «кікімора», фляга та казанок, які були пробиті уламками під час обстрілів.
Одним з лейтмотивів виставки є відображення ідеї спадковості та історичної традиції між козаками минулого, які виборювали державність, та сучасними захисниками Вітчизни. Речі козацької доби XVII — XVIII ст. перегукуються з матеріалами про сьогоднішні події в Україні.
На виставці рештки від бойових снарядів, градів, гільзи від самохідної артилерійської установки, мінометні «хвостики».
В 2017 р. у фондах Національного музею історії України зберігаються один з прапорів підрозділу, шеврони та речі бійців, шеврони та нарукавні емблеми командира Київського козацького полку ім. Т.Шевченка

### Виставка «Прапори-реліквії»
15 серпня 2015 року в День Прапора на Софіївській площі м. Києва Президент України відкрив виставку «Прапори-реліквії», на якій представлено
понад 60 легендарних прапорів. На виставці представлені стяги з зони АТО, волонтерські прапори, прапор українських пластунів 1931 року, прапор
України з підписами бійців добровольців Київського козацького полку ім. Т.Шевченка, що зберігається в Національному музеї історії України м. Києва
та інші

### Пам'ятний знак у селі Данилівка
20 вересня 2015 року у селі Данилівка Васильківського району на Київщині відкрили Пам'ятний знак на честь воїнів добровольчої козацької роти спецпризначення імені Тараса Шевченка.
З місця, де встановлено монумент, рік тому добровольці після проходження вишколу вирушали у зону проведення АТО. Командир козацької роти спецпризначення ім. Т.Шевченка
А. Мойсеєнко: 
 Під час заходів відкриття Пам'ятного знаку командир козацької роти ім. Т. Шевченка Мойсеєнко А. О. та 15 бійців, які виявили відвагу та мужність під час виконання бойових завдань в зоні проведення АТО
були нагороджені відомчими медалями «За мужність в охороні кордону» та медалями «Учасник бойових дій». Також медалями «За сприяння в обороні державного кордону» були відзначені 8 патріотів, які протягом року підтримували підрозділ всіма можливими засобами і є, без перебільшення, бойовими побратимами та ангелами охоронцями підрозділу.

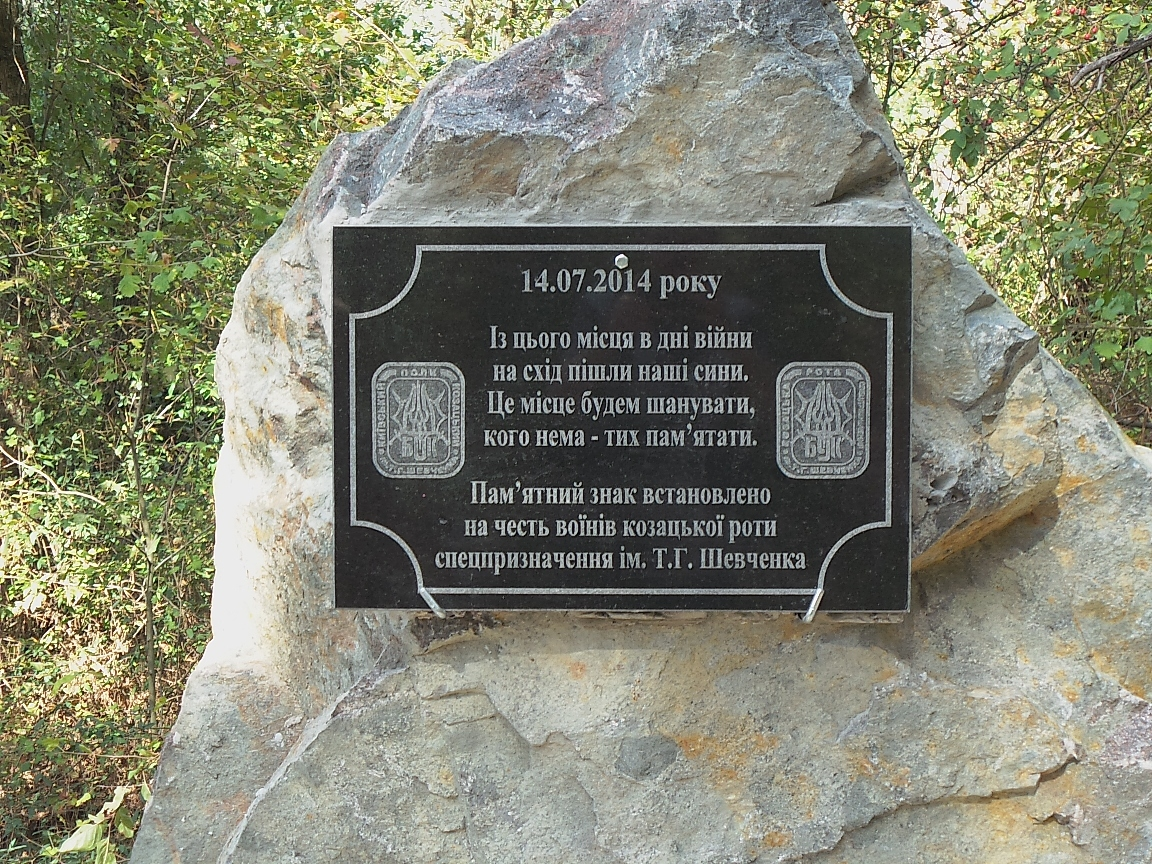
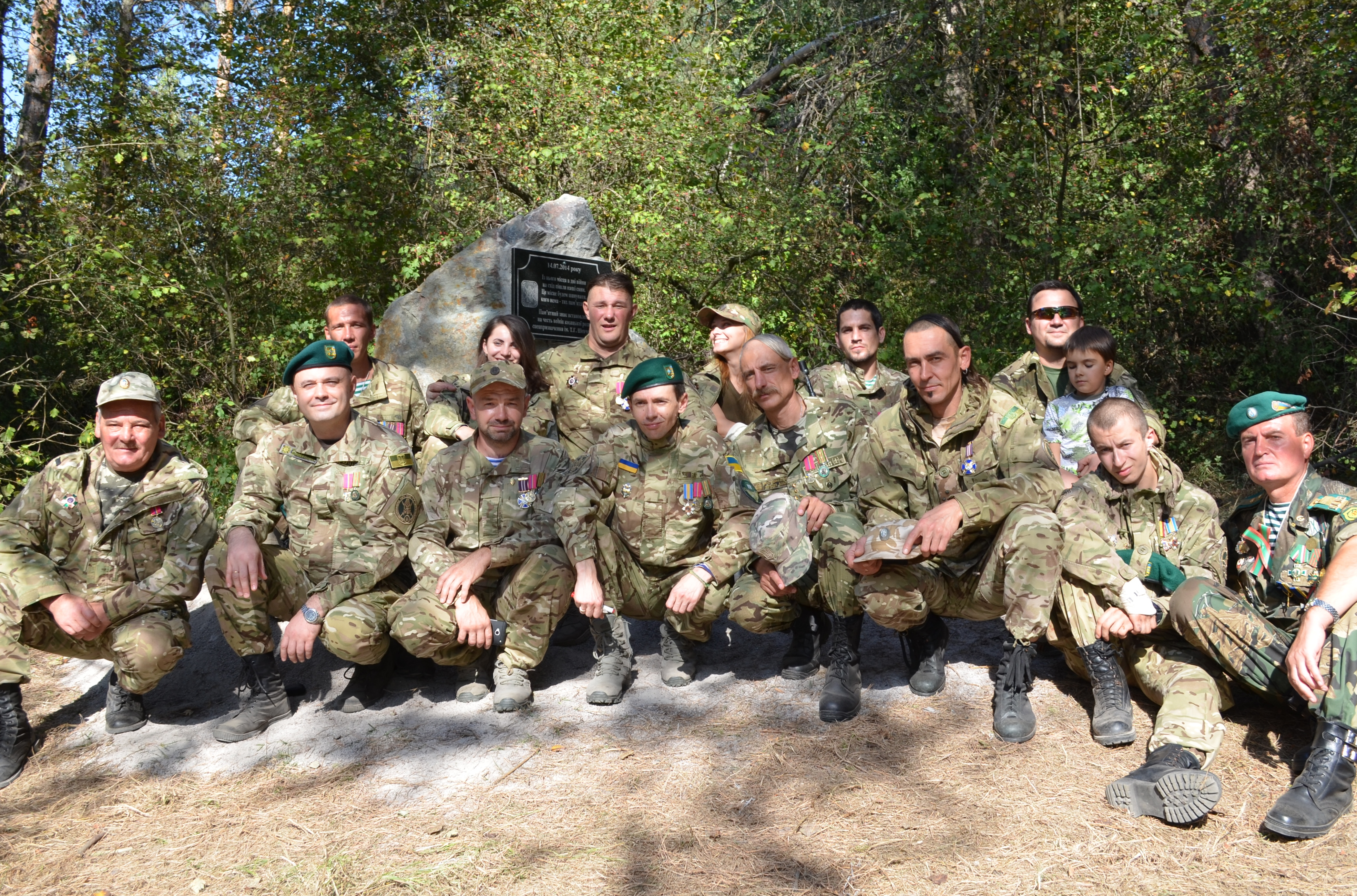

### Пам'ятний знак у селищі В.Вільшанка
14 жовтня 2015 р. на день Українського козацтва та Захисника України під Києвом в селищі Велика Вільшанка відбулося відкриття пам'ятного знаку захисникам незалежності та територіальної цілісності України на Сході. Пам'ятний знак встановлено на честь бійців добровольчої козацької роти ім. Т.Шевченка та бійців с. В.Вільшанка від козаків та громади с. В.Вельшанка.
Командир добровольчої козацької роти ім. Т.Шевченка А. Мойсеєнко:  «Ми всі повинні бачити козаків зі справжніми бойовими нагородами, козаків, які воюють, воювали і будуть воювати, захищаючи рубежі нашої Батьківщини. Ми живемо у час, коли козацтво трансформується і перестає бути рядженою лялькою, яка викликала тільки сміх у людей. 
Спасибі козакам Улашенко Борису, Бецу В.І. і багатьом жителям Вільшанки, які допомагали нам, коли ми були на фронті, продуктами, взимку буржуйками та ін. Козак той, хто допомагає справою і якщо не воює, то заради перемоги робить все можливе.
Сьогодні ми, бійці добровольчої козацької роти ім. Т.Шевченка на фронті довели, що козаки є захисники і воїни (четверо з роти - кавалери ордена "За мужність", дев’ять представлени до державних нагород).
Козаки в бою обпалили свої погони. Так було на майдані, так є зараз на фронті. Я щиро вірю, що ми станемо справжньою військовою силою і Україна переможе!
Слава Україні! Слава нації! Смерть ворогам!»
 

### Виставка «Бойове українське козацтво в АТО»
26 травня 2016 року до Дня прикордонника  в Національному музеї історії України у Другій світовій війні урочисто відбулося відкриття виставки «Бойове українське козацтво в АТО». Виставка продовжує започаткований співробітниками музею цикл заходів, присвячених захисникам України, які відстоюють цілісність і суверенітет держави на її східних теренах. Героями нового проєкту стали бійці Київського козацького полку ім. Т. Г. Шевченка Бойового українського козацтва («БУК»).
На церемонії відбулася передача до музею бойового автомобіля ГАЗ-3962 («Ракета»).

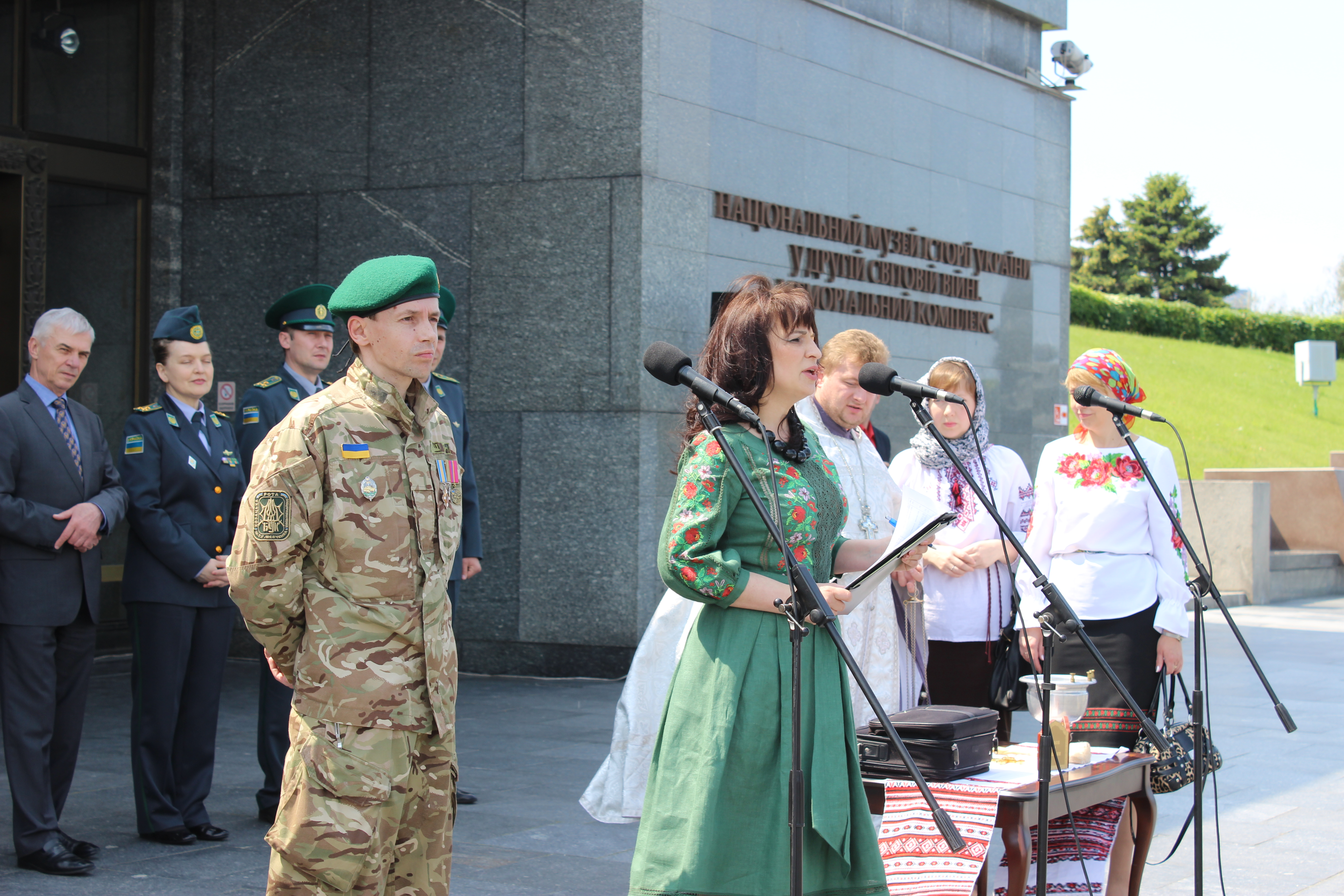
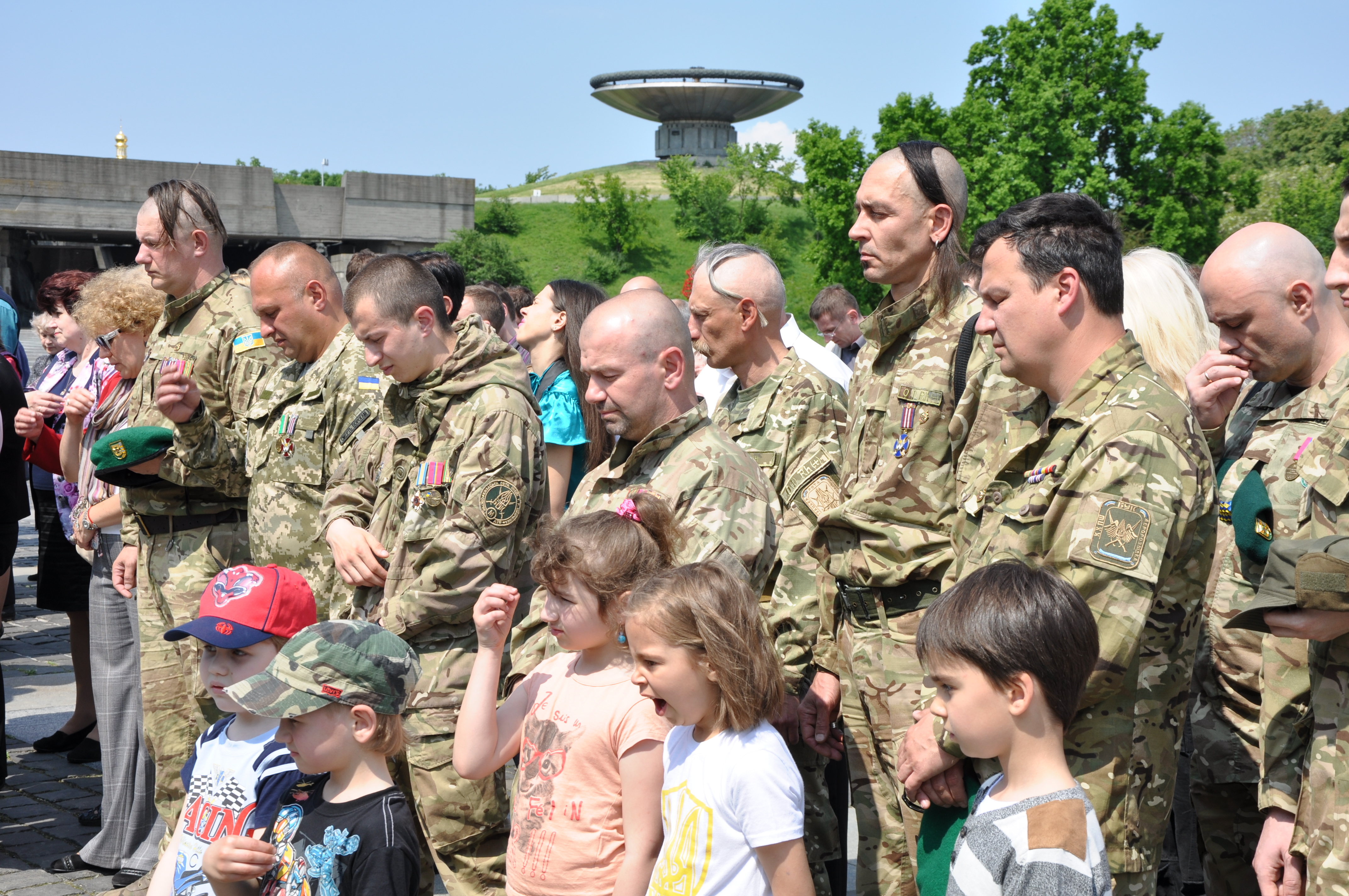

### Виставка «Прапори воїнів АТО»

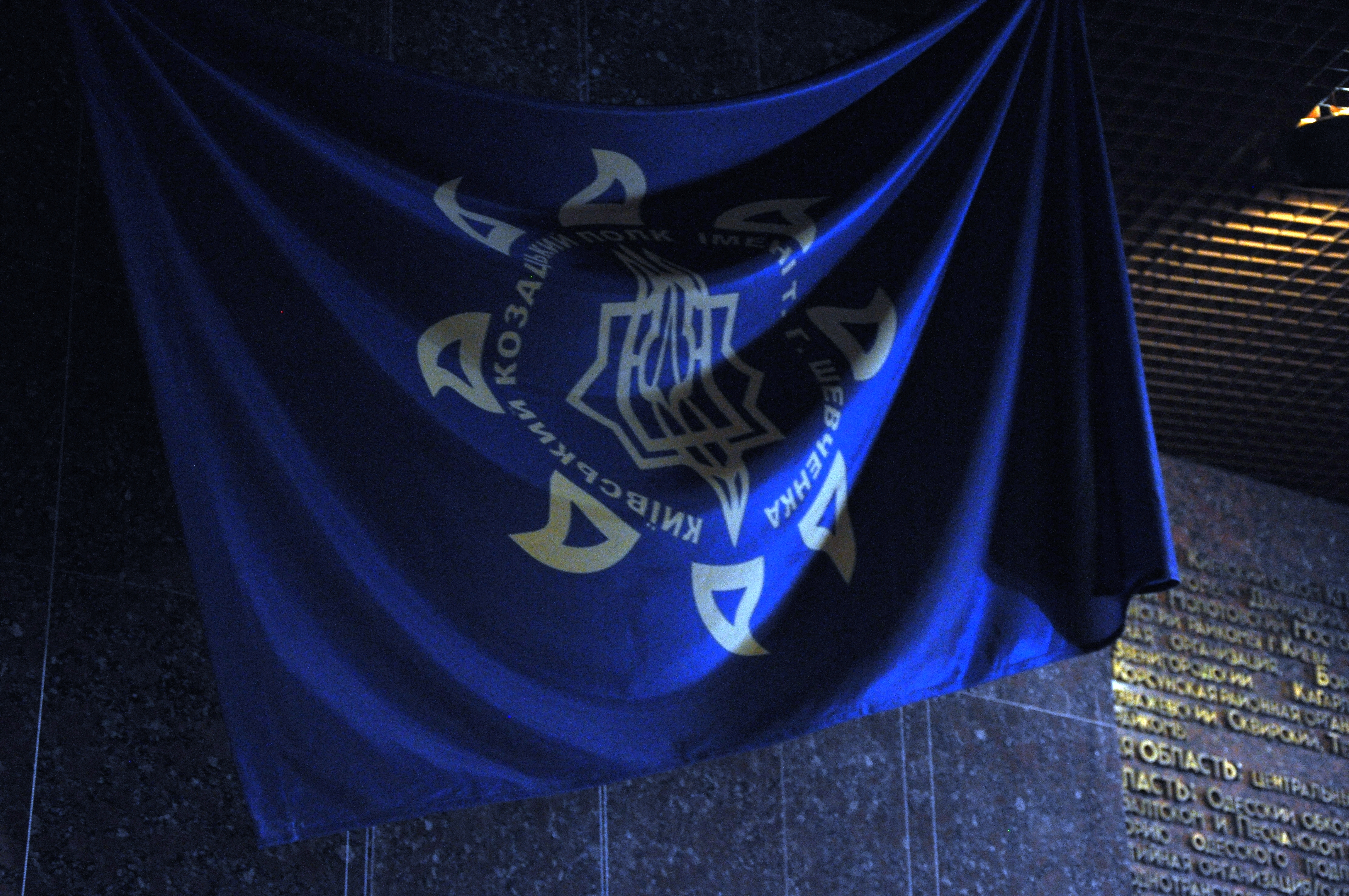
Прапор Київського козацького полку ім. Т.Шевченка БУК в музейному спецпроєкті «Прапори воїнів АТО».

23 серпня 2016 р. в Національному музеї Історії України у Другій світовій війні презентували музейний спецпроєкт «Прапори воїнів АТО». Серед інших — прапори Київського козацького полку ім. Т.Шевченка БУК

### Козацький прапор в сквері «Доброволець»
1 жовтня 2016 р. в сквері «Доброволець» м. Києва, що заснований патріотами ГО «Застава» на честь добробатів російсько-української війни, був піднятий прапор добровольчої козацької роти спецпризначення ім. Т.Шевченка Київського козацького полку ім. Т.Шевченка БУК.

### Фотостенд пошани на алеї Прикордонної Слави

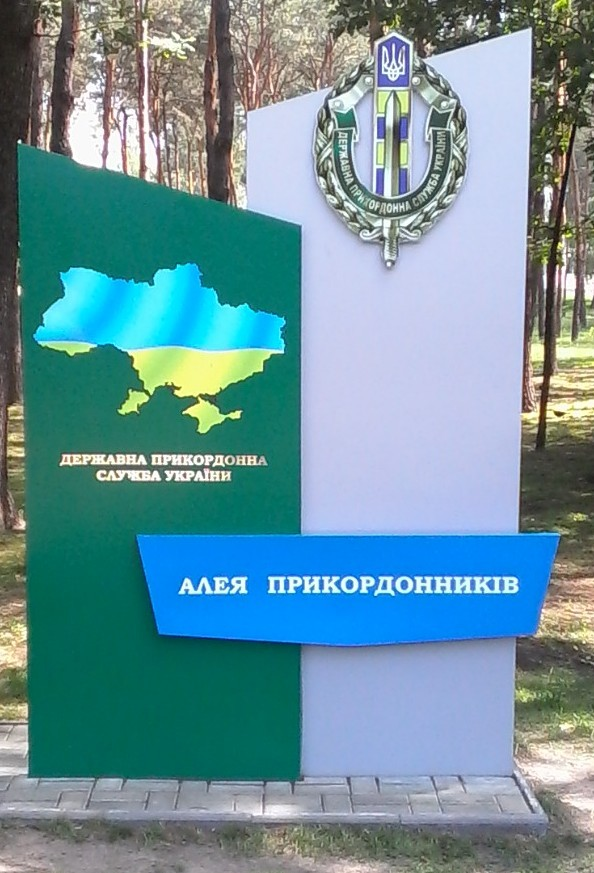
Алея Прикордонної Слави

В грудні 2016 р. за рішенням адміністрації Державної прикордонної служби України на алеї Прикордонної Слави в м. Києві у парку «Перемоги», на честь вшанування бойових заслуг підрозділу, був встановлений інформаційний фотостенд пошани.

### Книга «Київський козацький полк ім. Т.Шевченка БУК в АТО»
В 2017 р. колективом Національного музею історії України у Другій світовій війні була створена книга «Київський козацький полк ім. Т.Шевченка БУК в АТО». Книга розповідає про історію створення та військову діяльність Київського козацького полку ім. Тараса Шевченка (БУК) від Майдану до Сходу, бійців добровольчої козацької роти спецпризначення ім. Т. Шевченка та їхню участь у боротьбі з агресором у зоні АТО на Сході України.
Книга надрукована у м. Києві в друкарні Вольф обмеженим тиражем та зберігається в провідних національних наукових бібліотеках та музеях України

### Державне визнання
13 жовтня 2020 р. перші бійці добровольчої козацької роти спецпризначення ім. Т. Шевченка Київського козацького полку ім. Тараса Шевченка отримали статус учасників бойових дій. Посвідчення вручив перший заступник Міністра у справах ветеранів України Олександр Володимирович Порхун.